# Lola, germana de l'artista
Lola, germana de l'artista és un retrat del 1899 pintat per Pablo Picasso i dipositat al Museu Picasso de Barcelona.

## Context històric i artístic
Lola (1884-1958), segon fill del matrimoni Ruiz-Picasso, és model habitual de l'artista en els períodes de formació. És en aquest període quan es vincula de manera més intensa amb el modernisme català. Picasso, emprenedor i desitjós de trobar nous camins d'expressió plàstica, sintonitza de seguida amb les idees imperants en els cercles artístics i intel·lectuals barcelonins. En aquest temps freqüenta la cerveseria Els Quatre Gats. Impulsada per Ramon Casas, Santiago Rusiñol i Miquel Utrillo, i amb Pere Romeu com a encarregat, obre les portes al públic el 12 de juny del 1897. Fins al tancament, el juny del 1903, esdevé el reducte de l'avantguarda artística i literària de la ciutat.

## Descripció
Aquest carbonet i llapis de color sobre paper de 45 × 29,5 cm es relaciona amb la sèrie d'obres realitzades entre el gener del 1899 (quan torna d'Horta de Sant Joan) i els primers mesos del 1900. La producció picassiana d'aquesta època manifesta l'esperit modernista. Aleshores, un cop més, el dibuix ocupa un lloc destacat en l'obra de l'artista. La figura femenina té un disseny delicat per bé que Picasso la treballa amb un traç ferm i vigorós que demostra el domini absolut de la tècnica del dibuix. El predomini de l'ondulació de la forma s'integra de ple a l'estètica fin de siècle.